# Per Bredesen
Per Bredesen (22. prosince 1930 Horten – 3. října 2022) byl norský fotbalista, útočník.

## Fotbalová kariéra
Začínal v norském klubu FK Ørn Horten. Od roku 1952 působil v Itálii, hrál za SS Lazio, Udinese Calcio, AC Milán, SSC Bari a ACR Messina. V Serii A nastoupil ve 140 ligových utkáních, dal 30 gólů a v roce 1957 ligu s AC Milán vyhrál. Kariéru končil v mateřském klubu FK Ørn Horten. V Poháru mistrů evropských zemí nastoupil ve 2 utkáních. Za reprezentaci Norska nastoupil v letech 1949–1951 v 18 utkáních a dal 7 gólů.

## Ligová bilance
| Ročník                 | Zápasy | Góly | Klub           |
| ---------------------- | ------ | ---- | -------------- |
| 1. norská liga 1948/49 | 14     | 2    | FK Ørn Horten  |
| 1. norská liga 1949/50 | 14     | 2    | FK Ørn Horten  |
| 1. norská liga 1950/51 | 14     | 9    | FK Ørn Horten  |
| 1. norská liga 1951/52 | 7      | 3    | FK Ørn Horten  |
| Serie A 1952/53        | 32     | 6    | SS Lazio       |
| Serie A 1953/54        | 32     | 6    | SS Lazio       |
| Serie A 1954/55        | 29     | 7    | SS Lazio       |
| Serie B 1955/56        | 34     | 4    | Udinese Calcio |
| Serie A 1956/57        | 27     | 6    | AC Milán       |
| Serie A 1957/58        | 0      | 0    | AC Milán       |
| Serie A 1958/59        | 20     | 5    | SSC Bari       |
| Serie B 1959/60        | 14     | 2    | ACR Messina    |
| Serie B 1960/61        | 25     | 3    | ACR Messina    |
| 1. norská liga 1961/62 | 13     | 9    | FK Ørn Horten  |
| CELKEM Serie A         | 140    | 30   |                |